# Élida (obec)
Élida, Élis, Ilia nebo Eleia (novořecky: Δήμος Ήλιδας) je moderní řecká obec, nacházející se na severozápadě poloostrova Peloponés a náležející k regionální jednotce Élida v kraji Západní Řecko. Má rozlohu 401,9 km². V roce 2011 v ní žilo 32 219 obyvatel. Hlavním městem je Amaliada. Na území regionální jednotky se nachází archeologické naleziště a vesnice Starověká Élida.

## Členění obce
Obec Élida od roku 2011 zahrnuje 2 obecní jednotky. V závorkách je uveden počet obyvatel obecních jednotek a komunit.
- Obecní jednotka Amaliada (28520) - komunity: Agios Dimitrios (382), Agios Ilias (302), Amaliada (18303), Ampelokampos (468), Starověká Élida (306), Avgeio (325), Chavari (1312), Dafni (543), Dafniotissa (366), Douneika (677), Geraki (614), Kalyvia Ilidos (435), Kardamas (977), Kentro (462), Keramidia (526), Kryonero (300), Peristeri (363), Roviata (345), Savalia (1206), Sosti (308).
- Obecní jednotka Pineia (3699) - komunity: Agnanta (242), Agrapidochori (147), Anthonas (161), Avgi (209), Efyra (268), Kampos (111), Laganas (181), Latas (204), Loukas (155), Mazaraki (407), Oinoi (298), Rodia (253), Simopoulo (390), Skliva (120), Velanidi (226), Vouliagmeni (327).